# Domaschni-Insel
Die Domaschni-Insel (russisch Остров Домашний) ist die neben Strela kleinste der Sedow-Inseln, einer Inselkette im Westen des Archipels Sewernaja Semlja in der russischen Arktis.
Die Insel liegt im westlichen Teil der Sedow-Inseln, südwestlich der Hauptinsel Sredni, von der sie durch die an ihrer engsten Stelle knapp 600 m breite Sergei-Kamenew-Straße getrennt ist. Der Abstand zur nordwestlich gelegenen Golomjanny-Insel beträgt etwa 3,3 km. Domaschni besitzt wie die meisten der Sedow-Inseln eine langgestreckte Form – bei 4,6 km Länge zwischen den Kaps Mys Tschetwjorych im Nordwesten und Mys Pamiatny im Südosten, aber nur 900 m maximaler Breite, ist sie mehr als fünfmal so lang wie breit. An ihrer höchsten Stelle ragt sie knapp 21 m aus dem Meer.
Am Südostende der Insel befindet sich die aufgegebene Polarstation „Domaschni“. Sie wurde 1930 als Basislager der Expedition zur Erforschung und Kartierung Sewernaja Semljas errichtet. Die vier Expeditionsteilnehmer waren vom Eisbrecher Georgi Sedow auf der Insel abgesetzt worden. Während der Expeditionsleiter Georgi Uschakow und der Geologe Nikolai Urwanzew die Küstenlinie der Hauptinseln auf ausgedehnten Schlittentouren kartierten und der Jäger Sergei Schurawljow (1892–1937) die Versorgung von Mensch und Schlittenhunden mit Fleisch übernahm, blieb der Funker Wassili Chodow (1908–1981) in der Station. Nach dem Ende der Expedition wurde die Station bis 1954 genutzt, dann aber nach Golomjanny verlegt. In der Nähe der alten Station befinden sich die Urnengräber von Uschakow und von Boris Kremer (1908–1976), einem Meteorologen, der in den Kriegsjahren von 1941 bis 1943 auf Domaschni Dienst tat. Beide sind in Moskau gestorben, wollten aber auf Domaschni beigesetzt werden.